# Karen Khatchatourian
Pour les articles homonymes, voir Khatchatourian.
Karen Khatchatourian est un compositeur arménien né à Moscou le 19 septembre 1920, et mort le 19 juillet 2011. Il est le neveu d'Aram Khatchatourian.
A ses débuts son travail s'appuie essentiellement sur une approche tonale (dont la Sonate pour violon et piano, dans la descendance de Prokofiev, opus 1 est le meilleur exemple). À l'instar de Chostakovitch et de ses contemporains Miecyslaw Weinberg et Benjamin Basner, il va ensuite suivre une trajectoire exigeante vers un atonalisme personnel et néanmoins lyrique, à l'écart des recommandations du régime soviétique auquel il devra cependant, comme beaucoup d'autres, montrer "patte blanche" en écrivant 28 partitions pour le cinéma et un ballet Cipolino (1973), au langage certes plus traditionnel, mais qui aura un succès considérable, du moins en Russie.
Ses œuvres ont été enregistrées par les plus grands artistes de son temps : David Oïstrakh, Jascha Heifetz, Mstislav Rostropovitch, Vladimir Yampolski, Leonid Kogan.

## Œuvres
- Trio, pour Violon, Alto et Violoncelle.
- Sonate, Op. 1 (pour Leonid Kogan - 1947)
- Sonate pour violoncelle et piano (pour Mtislav Rostropovitch - 1966)
- Trio pour cor, violon et piano
- Quatuor à cordes (1969)
- Cipolino, ballet (1973)
- Quatre Symphonies (1955, 1968, 1982, 1991)